# Осовцы (Дрогичинский район)
О́совцы (бел. Восаўцы) — агрогородок на юго-западе Беларуси, находящийся в Дрогичинском районе Брестской области. Административный центр Осовецкого сельсовета. Население — 553 человека (2019).

## География
Осовцы находятся в 14 км к юго-востоку от Дрогичина и в 20 км к юго-западу от Иванова на границе с Ивановским районом. В 12 км к югу проходит граница с Украиной. Местные дороги ведут из села в направлении окрестных деревень. Вокруг села — развитая сеть мелиоративных каналов со стоком в Днепровско-Бугский канал. Ближайшая ж/д станция — в деревне Огдемер (линия Брест — Пинск).

## История
Осовцы впервые упомянуты в 1628 году.
В 1780 году здесь была построена деревянная церковь Святого Михаила Архангела (сохранилась).
После третьего раздела Речи Посполитой (1795 год) в составе Российской империи, принадлежали Кобринскому уезду Гродненской губернии.
Согласно Рижскому мирному договору (1921) деревня вошла в состав межвоенной Польши, где принадлежала Дрогичинскому повету Полесского воеводства.
С 1939 года в составе БССР. В Великую Отечественную войну в оккупации с июня 1941 по июль 1944 года. За годы войны погиб 41 житель села — воины, партизаны, мирные жители. В 1965 году в сквере напротив школы в их честь был насыпан курган памяти и установлен обелиск.

## Достопримечательности
- Церковь Святого Михаила Архангела. Построена в 1780 году. Памятник народного деревянного зодчества. Включена в Государственный список историко-культурных ценностей Республики Беларусь[6].
- Курган памяти в честь погибших односельчан.
- Кладбище солдат первой мировой войны.